# Tommy Loughran
Thomas Patrick Loughran, detto Tommy e soprannominato "The Phantom of Philly" (Filadelfia, 29 novembre 1902 – Altoona, 7 luglio 1982), è stato un pugile statunitense, fu Campione del mondo dei pesi mediomassimi dal 1927 al 1929 e sfidante di Primo Carnera al titolo mondiale dei pesi massimi nel 1934.

## Biografia
Debuttò nella carriera professionistica nel 1919. Storiche furono le sfide con Harry Greb, con il quale disputò ben sei match con quattro sconfitte (di cui una per il titolo nordamericano dei mediomassimi), una vittoria e un pari. Combatté anche con Gene Tunney (un pari),  e Georges Carpentier (una vittoria). 
Il 7 ottobre 1927 Loughran conquistò il titolo mondiale dei pesi mediomassimi riconosciuto dalla Commissione atletica dello Stato di New York, battendo l'irlandese Mike McTigue per unanime decisione ai punti. Il 12 dicembre successivo riunificò il titolo mondiale, aggiungendo anche il riconoscimento della NBA, battendo Jimmy Slattery, con verdetto contrastato. Difese vittoriosamente la cintura mondiale altre cinque volte, le ultime delle quali contro l'ex campione mondiale dei welter e dei pesi medi, Mickey Walker e contro il futuro campione del mondo dei pesi massimi James J. Braddock. Grazie a queste vittorie fu eletto Fighter of the year (pugile dell'anno) del 1929 dalla rivista statunitense Ring Magazine.
Abbandonò allora il titolo per gareggiare tra i pesi massimi e contendere a Jack Sharkey il titolo nordamericano vacante ma fu sconfitto per KO al terzo round. Si rifece nel 1931 battendo Max Baer, altro futuro campione del mondo dei massimi e il "mito" del pugilato spagnolo Paulino Uzcudun. Ciò gli permise di essere nuovamente eletto Fighter of the year del 1931.
Nel 1933 si prese la rivincita su Sharkey ai punti, anche se con verdetto contrastato. Fu allora designato sfidante al titolo mondiale in possesso dell'italiano Primo Carnera, che aveva detronizzato lo stesso Sharkey. Il 1º marzo 1934, al Madison Square Garden di New York, Loughran si trovò di fronte un avversario più pesante di oltre 38 chilogrammi che conservò la corona mondiale per unanime verdetto ai punti in quindici riprese (10-1 per due giudici e 12-3 per il terzo).
Dopo questo match salì sul ring per altre 25 volte con risultati alterni, per poi ritirarsi definitivamente dalla boxe nel 1937.
La International Boxing Hall of Fame lo ha ammesso fra i più grandi pugili di ogni tempo. Nel 2002 la rivista The Ring lo ha collocato al 4º posto in una propria classifica dei migliori mediomassimi della storia del pugilato e al 49º posto in quella degli 80 migliori pugili degli ultimi 80 anni.